# Gefühle
Gefühle drugi album Andrei Berg, niemieckiej piosenkarki, opublikowany 13 października 1995 roku.
Album dotarł do 19. miejsca niemieckiej listy przebojów - Media Control Charts.

## Lista utworów
1. "Die Gefühle haben Schweigepflicht" – 03:26
2. "Mach mir schöne Augen" – 02:50
3. "Einmal nur mit Dir alleine sein" – 03:44
4. "Wenn's heute passiert" – 03:38
5. "Wovon träumst Du" – 03:58
6. "Wenn Du mich willst" – 03:07
7. "Du nennst es Liebe" – 03:21
8. "Kann ich die Sehnsucht besiegen" – 03:32
9. "Wer von uns" – 04:23
10. "Es fängt schon wieder an" – 03:33